# 2348 Мишковић
2348 Мишковић је астероид главног астероидног појаса са средњом удаљеношћу од Сунца која износи 2,396 астрономских јединица (АЈ).
Апсолутна магнитуда астероида је 12,4.
Астероид је открио Милорад Б. Протић 1939. и назвао га по Војиславу Мишковићу, директору београдске опсерваторије и члану САНУ.